# کوبریتسه و برنا
کوبریتسه و برنا (به چکی: Kobeřice u Brna) یک منطقهٔ مسکونی در جمهوری چک است که در ناحیه ویشکوو واقع شده‌است. کوبریتسه و برنا ۱۶٫۷۵ کیلومتر مربع مساحت و ۶۵۹ نفر جمعیت دارد و ۳۵۸ متر بالاتر از سطح دریا واقع شده‌است.